# West Allis
Pour les articles homonymes, voir Allis.
West Allis est une ville du comté de Milwaukee dans le Wisconsin, aux États-Unis. La population de la ville était de 60 411 habitants au recensement de 2010. 

## Histoire
En 1902, la construction d'une nouvelle usine à l'ouest de Milwaukee a permis l'incorporation de la zone environnante dans une nouvelle entité administrative : West Allis, du nom de la société d'Edward P. Allis à l'origine de ce projet. En 1906, la localité acquiert le statut de municipalité (City).

## Sports

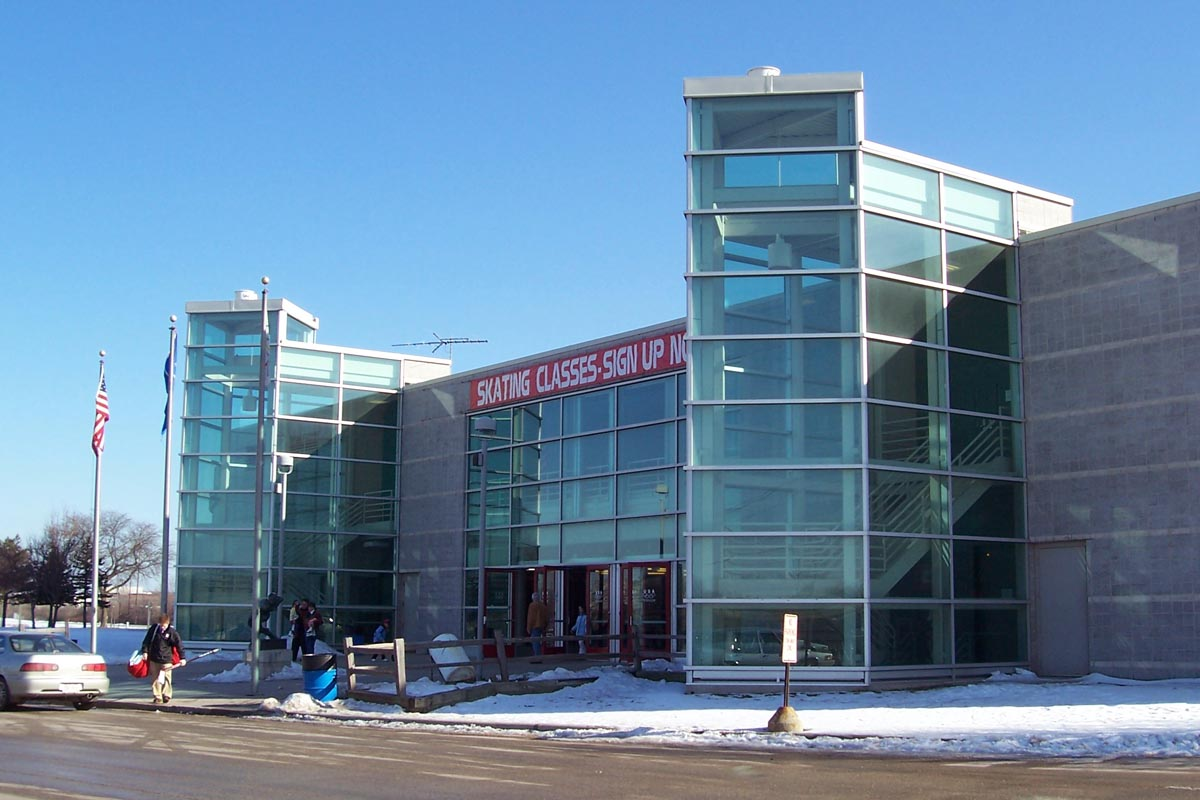
Pettit National Ice Center

Le circuit Milwaukee Mile accueille des courses automobiles depuis 1903, date de sa fondation.
La Pettit National Ice Center est une patinoire couverte où se sont déroulées des compétitions de patinage de vitesse.

## Personnalités liées à la ville
- Dan Jansen (1965-), né à West Allis, patineur de vitesse champion olympique
- Harvey Kuenn (1930-1988), né à West Allis, joueur puis manager de football américain
- Christine Witty (1975-), née à West Allis, patineuse de vitesse championne olympique
- Liberace (1919-1987), né à West Allis, pianiste, homme de spectacle